# A francia hadnagy szeretője (film)
 A francia hadnagy szeretője (The French Lieutenant's Woman) egy 1981-ben készült brit romantikus filmdráma, Karel Reisz rendezői munkája. A forgatókönyvet John Fowles azonos című regénye alapján Harold Pinter készítette. A főszerepben Meryl Streep és Jeremy Irons. A produkció három BAFTA-díjat nyert, de öt Oscar-díjra és három Golden Globe-díjra is jelölték, amelyből egyet megnyert a legjobb női főszereplő kategóriában.

## Cselekmény
A cselekmény két szálon fut. A regénynek eredetileg több végkifejlete van, ennek megfelelően végződik a két szál is. 
Az első a viktoriánus korabeli Angliában játszódik. Charles Smithson paleontológus meglátogatja menyasszonyát, Ernestinát Lyme Regisben, de azonnal felkelti a figyelmét egy fekete ruhás nő, aki a hullámokat figyeli. A nő Sarah Woodruff, akit csak a francia hadnagy szeretőjeként emlegetnek, és sajátos száműzetésbe vonult. Charlest magával ragadja a nő titokzatossága, és találkozgatni kezdenek, majd viszonyt folytatnak. Charles fel akarja bontani a jegyességét, de Sarah nyomtalanul eltűnik. Ernestina bepereli Charlest, amiért ígéretét megszegve nem vette feleségül, társadalmi helyzete és tekintélye pedig megcsorbul. A férfi Londonba megy attól tartva, hogy Sarah prostituált lett, de nem találja meg a nőt. Annak ellenére, hogy fizet azért, hogy felkutassák, csak három évvel később akad Sarahra, amikor felad egy hirdetést az újságban. A nő válaszol a hirdetésre, Charles pedig meglátogatja Lake Districtben, ahol Sarah nevelőnő. Sarah bocsánatot kér, amiért eltűnt, de úgy érezte, időre van szüksége, és meg akarta találni az önmagához vezető utat. Bár Charles először dühös, meggyőződve arról, hogy Sarah tönkretette az életét, megbocsát neki és kibékülnek.
A második szál a jelenbe repít, ahol az angol színész, Mike és az amerikai színésznő, Anna A francia hadnagy szeretője főszerepeit játsszák. A forgatás alatt viszonyt folytatnak egymással, bár mindketten házasok. Ahogy a forgatás a végéhez közeledik, Mike továbbra is Anna szeretője akar maradni, de Anna eltávolodik a férfitól, hogy több időt tölthessen a férjével. A film elkészülését megünneplő partin Anna köszönés nélkül elhajt a kocsijával, Mike pedig az ablakból kiált utána, de nem Annának, hanem Sarah-nak szólítva őt.

## Szereplők
| Színész           | Szerep                | Magyar hangja  |
| ----------------- | --------------------- | -------------- |
| Meryl Streep      | Anna/Sarah Woodruff   | Bánsági Ildikó |
| Jeremy Irons      | Mike/Charles Smithson | Dörner György  |
| Lynsey Baxter     | Ernestina             | Balogh Erika   |
| Leo McKern        | Dr. Grogan            | Szabó Ottó     |
| Peter Vaughan     | Mr. Freeman           | Képessy József |
| Richard Griffiths | Sir Tom               | n.a            |
| David Warner      | Murphy                | n.a            |
| Alun Armstrong    | Grimes                | n.a            |
| Penelope Wilton   | Sonia                 | n.a            |
| Joanna Joseph     | Lizzie                | n.a            |
| Hilton McRae      | Sam                   |                |
| Liz Smith         | Mrs. Fairley          | n.a            |

további magyar hangok: Balogh Erika, Győri Ilona, Hirtling István, Képessy József, Kun Vilmos, Szabó Ottó, Szirtes Ági és Temessy Hédi

## Fontosabb díjak és jelölések
| Díj              | Kategória                              | Eredmény |
| ---------------- | -------------------------------------- | -------- |
| Golden Globe-díj | Legjobb filmdráma                      | Jelölve  |
| Golden Globe-díj | Legjobb forgatókönyv                   | Jelölve  |
| Golden Globe-díj | Legjobb női főszereplő: Meryl Streep   | Elnyerte |
| Oscar-díj        | Legjobb adaptált forgatókönyv          | Jelölve  |
| Oscar-díj        | Legjobb női főszereplő: Meryl Streep   | Jelölve  |
| Oscar-díj        | Legjobb látványterv                    | Jelölve  |
| Oscar-díj        | Legjobb vágás                          | Jelölve  |
| Oscar-díj        | Legjobb jelmezterv                     | Jelölve  |
| BAFTA-díj        | Legjobb film                           | Jelölve  |
| BAFTA-díj        | Legjobb férfi főszereplő: Jeremy Irons | Jelölve  |
| BAFTA-díj        | Legjobb női főszereplő: Meryl Streep   | Elnyerte |
| BAFTA-díj        | Legjobb rendező                        | Jelölve  |
| BAFTA-díj        | Legjobb adaptált forgatókönyv          | Jelölve  |
| BAFTA-díj        | Legjobb operatőr                       | Jelölve  |
| BAFTA-díj        | Legjobb hang                           | Elnyerte |
| BAFTA-díj        | Legjobb filmzene                       | Elnyerte |
| BAFTA-díj        | Legjobb díszlet                        | Jelölve  |
| BAFTA-díj        | Legjobb jelmezterv                     | Jelölve  |
| BAFTA-díj        | Legjobb vágás                          | Jelölve  |